# Verchnjaja Toera
Verchnjaja Toera (Russisch: Верхняя Тура) is een Russische stad onder stadsjurisdictie van de stad Koesjva. Het ligt op de oostelijke hellingen van de Centrale Oeral aan de bovenloop van de rivier de Toera (stroomgebied van de Ob) op 187 kilometer ten noorden van Jekaterinenburg en 8 kilometer ten noorden van Koesjva.

## Geschiedenis
De plaats ontstond in 1737 toen er een ijzergieterij werd gebouwd. Toen in 1766 Nizjnjaja Toera ("beneden de Toera") werd gesticht, werd de naam van de plaats Verchnjaja Toera ("boven de Toera"). In de 19e eeuw werden er kanonnen gegoten voor het Russische Leger. Op 5 april 1941 kreeg het de status van stad onder stadsjurisdictie
De belangrijkste economische activiteit van de stad wordt gevormd door een machinefabriek.

## Demografie
Het bevolkingsaantal van de stad daalt al tientallen jaren:
| Jaar      | 1959   | 1970   | 1979   | 1989   | 2002   |
| Bevolking | 19.700 | 16.300 | 14.600 | 13.400 | 11.100 |